# Ballycannan
Ballycannan är en ort i republiken Irland.   Den ligger i provinsen Munster, i den centrala delen av landet, 180 km väster om huvudstaden Dublin. Ballycannan ligger 42 meter över havet och antalet invånare är 646.
Terrängen runt Ballycannan är platt åt sydost, men åt nordväst är den kuperad.Runt Ballycannan är det tätbefolkat, med 356 invånare per kvadratkilometer. Närmaste större samhälle är Limerick, 5,0 km söder om Ballycannan. Trakten runt Ballycannan består i huvudsak av gräsmarker.